# Frank J. Tipler
Frank Jennings Tipler (nascido em 1 de fevereiro de 1947) é um físico matemático e cosmólogo norte-americano, tendo um compromisso conjunto nos Departamentos de Matemática e Física da Universidade de Tulane. Tipler escreveu livros e documentos no Omega Point com base nas ideias religiosas de Pierre Teilhard de Chardin, que ele afirma serem um mecanismo para a ressurreição dos mortos. George Ellis argumentou que suas teorias são em grande parte pseudociência.

## Biografia
Tipler nasceu na Andaluzia, Alabama, filha de Frank Jennings Tipler Jr., advogada, e Anne Tipler, dona de casa. De 1965 até 1969, Tipler participaram do Massachusetts Institute of Technology, onde completou um Bachelor of Science licenciatura em física. Em 1976, ele completou seu doutorado na Universidade de Maryland. Tipler foi, posteriormente, contratado em uma série de posições de pesquisador pós doutorado em física em três universidades, sendo a última na Universidade do Texas, trabalhando com John Archibald Wheeler, Abraham Taub, Rainer K. Sachs e Dennis. W. Sciama. Tipler tornou-se professor associado de física matemática em 1981 e professor titular em 1987 na Universidade de Tulane, onde é membro do corpo docente desde então.

## A cosmologia do Ponto Ômega
O Ponto Ômega é um termo usado por Tipler para descrever um estado cosmológico no futuro distante e no tempo próprio do universo, que ele que ele sustenta ser exigido pelas leis físicas conhecidas. De acordo com essa cosmologia, é necessário que as leis conhecidas da física sejam mutuamente consistentes, para que a vida inteligente domine toda a matéria do universo e, eventualmente, force seu colapso. Durante esse colapso, a capacidade computacional do universo diverge para o infinito e os ambientes emulados com essa capacidade computacional duram uma duração infinita, à medida que o universo atinge uma singularidade cosmológica no ponto solitário. Essa singularidade é o Ponto Ômega de Tipler. Com os recursos computacionais divergindo até o infinito, Tipler afirma que uma sociedade distante no futuro seria capaz de ressuscitar os mortos imitando todos os universos alternativos do nosso universo desde o início no Big Bang. Tipler identifica o Ponto Ômega com Deus, pois, em sua opinião, ele tem todas as propriedades de Deus, reivindicadas pela maioria das religiões tradicionais.
O argumento de Tipler de que a cosmologia do ponto ômega é exigida pelas leis físicas conhecidas é um desenvolvimento mais recente que surgiu após a publicação de seu livro de 1994, The Physics of Immortality. Nesse livro (e nos artigos que ele publicou até então), Tipler ofereceu a cosmologia do Ponto Ômega como uma hipótese, enquanto ainda alegava limitar a análise às leis conhecidas da física.
Tipler definiu o "princípio antrópico final" (PAF) junto com o físico co-autor John D. Barrow em seu livro The Anthropic Cosmological Principle, de 1986, como uma generalização do princípio antrópico assim: 
O processamento inteligente de informações deve existir no Universo e, uma vez criado, nunca desaparecerá.
Uma maneira de parafrasear o argumento de Tipler para o PAF é o seguinte: Para que o universo exista fisicamente, ele deve conter observadores. Nosso universo obviamente existe. Deve haver um "Ponto Ômega" que sustente a vida para sempre.

### Recepção
As ideias de Ponto Ômega de Tipler receberam críticas vigorosas de físicos e céticos. Alguns críticos dizem que seus argumentos violam o princípio copernicano, que aplica incorretamente as leis da probabilidade e que é realmente um princípio de teologia ou metafísica que parece plausível para leigos usando a linguagem esotérica da física. Martin Gardner apelidou o Princípio Antrópico Final (FAP) como "princípio antrópico completamente ridículo" (CRAP). O filósofo de Oxford, Nick Bostrom, escreve que o princípio antrópico final é "pura especulação" sem reivindicar nenhum status metodológico especial, apesar das tentativas de elevá-lo chamando-o de "princípio", mas considera a hipótese do Omega Point uma interessante filosofia filosófica. hipótese por si só. O filósofo Rem B. Edwards chamou de "escatologia futurista e pseudocientífica" que é "altamente conjectural, não verificada e improvável". Uma review no New York Times descreveu o argumento do "princípio antrópico final" de Tipler como "bastante circular".
O físico David Deutsch defende a física da cosmologia do Ponto Ômega e a incorpora como uma característica central da quarta vertente do seu conceito de "quatro vertentes" da realidade fundamental; embora ele seja altamente crítico das conclusões teológicas de Tipler e do que Deutsch afirma serem afirmações exageradas que fizeram com que outros cientistas e filósofos rejeitassem sua teoria de imediato. Embora grande parte da física do trabalho do Ponto Ômega de Tipler esteja correta, os cientistas rejeitam[carece de fontes?] a alegação de Tipler de que as leis da física exigem um observador consciente no futuro cone de luz de todos os pontos do espaço-tempo. Os estudiosos também são céticos quanto ao argumento de Tipler[carece de fontes?] de que se uma entidade imortal com tecnologia avançada existir no futuro, tal ser necessariamente se pareceria com o Deus judaico-cristão. O pesquisador Anders Sandberg apontou que acredita que a Teoria dos Pontos Ômega tem muitas falhas, incluindo provas faltantes.
George Ellis, em uma matéria da revista Nature, descreveu o livro de Tipler sobre o Ponto Ômega como "uma obra-prima da pseudociência... o produto de uma imaginação fértil e criativa, não prejudicada pelas restrições normais da disciplina científica e filosófica" e Michael Shermer dedicou um capítulo de Why People Believe Weird Things para enumerar o que ele pensava ser falhas na tese de Tipler. O físico Sean M. Carroll achou que os primeiros trabalhos de Tipler eram construtivos, mas que agora ele se tornou um "maluco". Em uma resenha de The Physics of Christianity, de Tipler, Lawrence Krauss descreveu o livro como o "exemplo mais extremo de argumentos acríticos e sem fundamento, publicados por um cientista profissional inteligente".

## Obras selecionadas

### Livros
- Tipler, Frank J; John D. Barrow (1986). The Anthropic Cosmological Principle. Oxford University Press. [S.l.: s.n.] ISBN 978-0-19-851949-2
- Tipler, Frank J (1994). The Physics of Immortality: Modern Cosmology, God and the Resurrection of the Dead. Doubleday. New York: [s.n.] ISBN 978-0-19-851949-2
- Tipler, Frank J (2007). The Physics of Christianity. Doubleday. New York: [s.n.] ISBN 978-0-385-51424-8

### Artigos
- Tipler, Frank J. (2003), «Refereed Journals: Do They Insure Quality or Enforce Orthodoxy?» (PDF), ISCID Archives, consultado em 4 de novembro de 2015, cópia arquivada (PDF) em 4 de fevereiro de 2012  .
- Frank J. Tipler. «Intelligent life in cosmology». International Journal of Astrobiology. 2: 141–48. Bibcode:2003IJAsB...2..141T. arXiv:0704.0058. doi:10.1017/S1473550403001526
- Frank J. Tipler. «The Star of Bethlehem: A Type Ia/Ic Supernova in the Andromeda Galaxy?» (PDF). The Observatory. 125: 168–74. Bibcode:2005Obs...125..168T
- Frank J. Tipler. «Feynman-Weinberg Quantum Gravity and the Extended Standard Model as a Theory of Everything». Reports on Progress in Physics. 68: 897–64. Bibcode:2005RPPh...68..897T. arXiv:0704.3276. doi:10.1088/0034-4885/68/4/R04